# Paulette Goddard
Paulette Goddard (Queens, New York, SAD, 3. lipnja 1910. – Ronco, Švicarska, 23. travnja 1990.), pravim imenom Pauline Goddard Levy, je bila američka glumica. 

## Mlade godine
Paulette Goddard se rodila kao jedino dijete Josepha Russella Levya, Židova, i Alte Mae Goddard, anglikanske kršćanke. Izvori o godini njenog rođenja variraju – po jednima se rodila 1905., a po drugima 1910. ili 1911. Kao tinejdžerka je postala manekenka i članica “Ziegfeld Follies”, serije elaboriranih kazališnih produkcija na Broadwayu. Pohađala je Washington Irving srednju školu na Manhattanu. Udala se za broadvejskog scenarista Edgara Jamesa 1927., sa samo 17 godina, ali se od njega rastala 3 godine kasnije. 1929. je otišla u Hollywood te je potpisala ugovor s Hal Roach studijem – dobila je male uloge u filmovima u kojima su zvijezde bili Stanlio i Olio, među kojima je bila i komedija "Spakiraj svoje nevolje". 

## Karijera
1932. je upoznala Charlieja Chaplina te započela dugogodišnju vezu s njim, a on joj je dao uloge u svojim filmovima. Navodno su se vjenčali u Kini. 1936. su zajedno nastupili u hvaljenoj klasičnoj komediji “Moderna vremena”, a 4 godine kasnije u satiri “Veliki diktator”. Od njega se razvela 1942. Osim suradnje s Chaplinom, nastupila je u komediji “Žene”. 1939. je bila jedna od glavnih favoritkinja za ulogu Scarlett O’Hare u filmu “Zameo ih vjetar”, ali je izgubila od konkurentkinje Vivien Leigh. Za sporednu ulogu u filmu “So Proudly We Hail!” iz 1943. je nominirana za Oscara. Ipak, njena karijera je počela blijediti pred kraj 1940-ima. 1954. je snimila svoj predzadnji film, “A Stranger Came Home”. 10 godina kasnije je snimila svoj zadnji, “Time of Indifference”, s kojim nije uspjela revitalizirati karijeru.
Bila je poznata po svojoj ljepoti te se, osim za Jamesa i Chaplina, udala i za glumca Burgessa Mereditha 1944., ali su se rastali 1949. Četvrti put se udala za Ericha Mariju Remarque 1958. sve do 1970. Dobila je rak dojke te joj je doctor na operaciji morao odstarniti nekoliko rebara. Nakon oporavka se je preselila u Švicarsku gdje je preminula prije svojeg 80. rođendana. Nije imala djece.

## Izabrana filmografija
- 1932. - Spakiraj svoje nevolje
- 1934. - Kid Millions
- 1936. - Moderna vremena
- 1939. - Žene
- 1940. - Veliki diktator
- 1941. - Ništa osim istine
- 1941. - Zaustavi zoru
- 1942. - Požanji divlji vjetar
- 1943. - So Proudly We Hail – nominacija za Oscara
- 1947. - Idealni suprug

## Vanjske poveznice
- IMDb profil
- Fan site
- Biografija Paulette Goddard  Arhivirana inačica izvorne stranice od 19. veljače 2014. (Wayback Machine)
- Infoplease.com